# Cuphea splendida
Cuphea splendida är en fackelblomsväxtart som beskrevs av A. Lourteig. Cuphea splendida ingår i släktet blossblommor, och familjen fackelblomsväxter. Utöver nominatformen finns också underarten C. s. viridiflava.